# Mycerobas carnipes
El picogordo aliblanco o pepitero de alas blancas (Mycerobas carnipes) es una especie de ave paseriforme en la familia Fringillidae propio de Asia.

## Distribución
Se distribuye a través de Afganistán, Bután, China, India, Irán, Myanmar, Nepal, Pakistán, Rusia, Tayikistán, Kirguistán,  Turkmenistán y Uzbekistán. Habita en bosques boreales.

## Subespecies
Se reconocen tres subespecies:
- Mycerobas carnipes carnipes (Hodgson, 1836)– desde Turquestán a Pakistán y el oeste de China;
- Mycerobas carnipes merzbacheri Schalow, 1908– en el este de Kazajistán y el noroeste de China
- Mycerobas carnipes speculigerus (von J. F. Brandt, 1841)– noreste de Irán y Transcaspia hasta el norte de Afganistán y Pakistán.

## Filogenia
El género Eophona está relacionado con Mycerobas. Ambos géneros forman un único grupo filogenético.